# Ireducibilní polynom
Ireducibilní polynom je takový polynom, který nelze rozložit na součin jednodušších polynomů. V opačném případě mluvíme o reducibilním polynomu.

## Definice
Bud’ P(x) polynom s celočíselnými koeficienty stupně alespoň 1. Řekneme, že P(x) je ireducibilní, jestliže pro každé dva polynomy A(x) a B(x), pro které platí:
A(x) · B(x) = P(x) platí zároveň (stupeň A(x) = 0 nebo stupeň B(x) = 0).

## Ireducibilní polynom nad tělesem
Definice dle p. Olšáka (ČVUT): Polynom P(x) nad tělesem T je ireducibilní v tělese T, pokud jej není možné rozložit na součin polynomů R(x), S(x) nad T stupně aspoň prvního. Takže nemůže platit P(x) = R(x)·S(x).

## Příklad
{\displaystyle x^{2}+1} je ireducibilní nad tělesem R.
{\displaystyle x^{2}-1=(x+1)(x-1)} není ireducibilní (je reducibilní).